# Bezavonia
Bezavonia is een geslacht van hooiwagens uit de familie Triaenonychidae.
De wetenschappelijke naam Bezavonia is voor het eerst geldig gepubliceerd door Roewer in 1949. 

## Soorten
Bezavonia is monotypisch en omvat slechts de volgende soort:
- Bezavonia remyi